# آلنا کراوس
آلنا کراوس (انگلیسی: Alanna Kraus؛ زادهٔ ۳۰ ژوئن ۱۹۷۷) اسکیت‌باز سرعت اهل کانادا است.